# Paweł Świeboda
Paweł Świeboda, amb nom complet Paweł Piotr Świeboda (Rzeszów, Polònia, 7 d'abril de 1972) és un politòleg polonès, funcionari europeu, president de la junta de la fundació 'DemosEuropa - Centre d'Estratègia Europea'.
Llicenciat en economia per la London School of Economics en 1994, i en relacions internacionals per la Universitat de Londres en 1995, Pawel Świeboda és un membre actiu de la comunitat investigadora europea i internacional, a més d'un prolífic col·laborador en el debat públic sobre el futur d'Europa, les tecnologies emergents, la democràcia i la governança mundial.
Durant els anys 1996 i 2000 va ser assessor del president de la República de Polònia en afers de la Unió Europea, i del 2000 al 2001 va dirigir l'Oficina d'Integració Europea a la Cancelleria del president de Polònia. Del 2001 al 2006 exercí com a director del Departament de la Unió Europea del Ministeri d'Afers Exteriors, responsable de les negociacions d'adhesió de Polònia a la Unió Europea.
Després de treballar al Ministeri d'Afers Exteriors, va esdevenir president de la fundació 'DemosEuropa - Centre d'Estratègia Europea', que va dirigir fins al 2015. Fou nomenat per a consells assessors d'institucions i organitzacions de recerca europees i internacionals (incloent-hi European Policy Center, Baltic Development Forum), i va formar part de l'equip d'experts sobre la presidència polonesa de la UE el 2011. Va publicar columnes sobre temes europeus a "Gazeta Wyborcza".
El 2015, va passar a treballar a l'estructura de la Comissió Europea, ocupant el càrrec de director adjunt del Centre d'Estratègia Política Europea (EPSC). En aquest càrrec, va ser corresponsable de la formulació d'un assessorament estratègic a llarg termini per al President de la Comissió, centrat en afers econòmics, d'investigació i d'innovació.
L'any 2020, va guanyar un concurs internacional, ocupant els càrrecs de director general del Projecte 'Human Brain Project (HBP)' i de director executiu de l'associació EBRAINS, associada a aquest projecte. L'Human Brain Project (HBP) és el major projecte de ciència del cervell desenvolupat a Europa, i es troba entre els projectes de recerca més grans mai finançats per la Unió Europea. Com a contribució duradora a la comunitat científica global, ha desenvolupat EBRAINS, una nova infraestructura de recerca europea que permet establir una col·laboració entre científics i experts en tecnologia per tal d'avançar en els camps de la neurociència, la informàtica i la medicina relacionada amb el cervell humà.

## Reconeixements
El 2014 va rebre la Creu de Cavaller de l'Ordre de Polònia Restituta. L'any 2005 va rebre la Creu d'Or al Mèrit, i el 2012 la Insígnia Honorífica "Bene Merito".